# ایناگی، توکیو

نقشهٔ ایناگی واقع در ناحیهٔ تامای توکیو

ایناگی (به ژاپنی: 稲城市 Inagi) به یکی از بخش‌های منطقه تامای توکیو، پایتخت ژاپن گفته می‌شود. مساحت آن ۱۷٬۹۷ کیلومتر مربع است.